# Хосе Мадрасо
Хосе Мадрасо (ісп. José Madrazo; 22 квітня 1781 — 8 травня 1859) — іспанський художник, представник академічного живопису. Народився у Сантандері, Іспанія. Працював у напрямах класицизму і романтизму, в жанрах парадного портрету, історично-релігійного живопису, літографії. Заснував династію художників, серед яких салонний художник Маріано Фортуні. Помер у Мадриді. Більшість робіт представлені у Національному музеї Прадо. Повне ім'я — Хосе де Мадрасо і Агудо (ісп. José de Madrazo y Agudo.

## Біографія
Народився у Сантандері на півночі Іспанії. Художню освіту почав опановувати під керівництвом Грегоріо Ферро (1742-1812), котрий працював у запізнілій манері бароко та академізму 17-18 ст. Навчання проходив у Королівській академії Сан Фернандо у Мадриді.
Іспанський дипломат у французькій столиці Фернандо ла Серна викликав його у Париж, де сприяв влаштуванню у майстерню Жака-Луї Давіда. До цього періоду належить його картина «Самогубство Лукреції» та декілька інших, де розробляв античну тематику. Перебування у Парижі сприяло зближенню з учнем Давіда Енгром.
1806 року разом із Енгром вони покинули майстерню Жака-Луї Давіда, аби продовжити стажування у Римі. Академічні настанови, сприйняті у Іспанії і у Парижі, знайшли власну реалізацію в творах художника у римський період. серед творів цього періоду велика композиція «Смерть Віріато». Вона була свого роду програмним твором для іспанського митця, котрий зажадав створити картину нібито з іспанської історії. Картина розповідала про смерть ватажка лузітан, котрих іспанці вважали власними стародавніми пращурами-попередниками і картина таким чином ала патріотичне спрямування у світі війни наполеонівських вояків у Іспанії. Твір вийшов пафосним, нагадував сцену з театральної вистави і мав ознаки творів доби французького ампіру, бачених в майстерні Давіда.
Мінлива доба першої чверті 19 ст., на котру прийшлася творчість митця, найбільш повно відбилась у його портретних роботах. Він створює як парадні портрети в запізнілій стилістиці бароко («Кінний портрет короля Іспанії Фернандо  VII» 1821 р.), так і в стилістиці романтизму («Невідомий французький кірасір» 1813 р.) Все це ознаки нестабільності доби і нестабільності художньої манери митця, дещо розчавленого стилістикою пізнього класицизму і академізму і вимушеного використовувати напрацювання як художників попередників (Антоніс ван Дейк, Себастьян Бурдон), так і художників сучасників (Теодор Жеріко).
Його перебування у Римі закінчилося неприємностями. Так, він відмовився присягати родичу Наполеона як королю Італії під час захоплення Риму. Це закінчилося тюремним ув'язненням.
1818 року він повернувся у Мадрид. До нього прихильно поставився король Іспанії. В іспанській столиці розпочались клопоти по створенню національного музею. Реалізація прийшлась на 1818 рік. Свій внесок зробили дві королеви Іспанії — Ісабель де Брананца, а після її смерті — Марія Хосефа Амалія. Німкеня з Саксонії, Амалія, забажала мати музей на кшталт Дрезденської галереї і багато зробила для його відкриття. Датою заснування музею вважають 1819 рік.
До створення колекцій нового музею був залучений і художник Хосе Мадрасо. Сюди передавали картини з королівських палаців та зачинених іспанських монастирів під час наполеонівського захоплення Іспанії. Хосе Мадрасо створив 1843 року перший каталог картинної галереї музею Прадо, а більшість найбільш вартісних картин збірки відтворив у техніці літографії. Він був серед перших іспанських митців, що запроваджувати техніку літографії у Іспанії.
Перший каталог мав 448 сторінок та занотовував одну тисячу дев'ятсот сорок дев'ять (1949) картин. Був створений також каталог скульптур, колекція котрих також збільшилась.
1823 року король призначив Хосе Мадрасо керівником королівської академії Сан Фернандо, а згодом і директором музею Прадо. За роки директорства Хосе Мадрасо він домігся збільшення приміщень музею прибудовою нового корпуса з південного боку. На 1853 рік прийшлися непорозуміння з королівським фінансовим управлінням. З роками розбіжності у витратах на музей тільки збільшувались. 30 березня 1857 року він пішов у відставку з посади директора музею. 
Хосе Мадрасо помер на початку травня 1859 року у Мадриді. Місце його поховання невідоме.

## Роботи

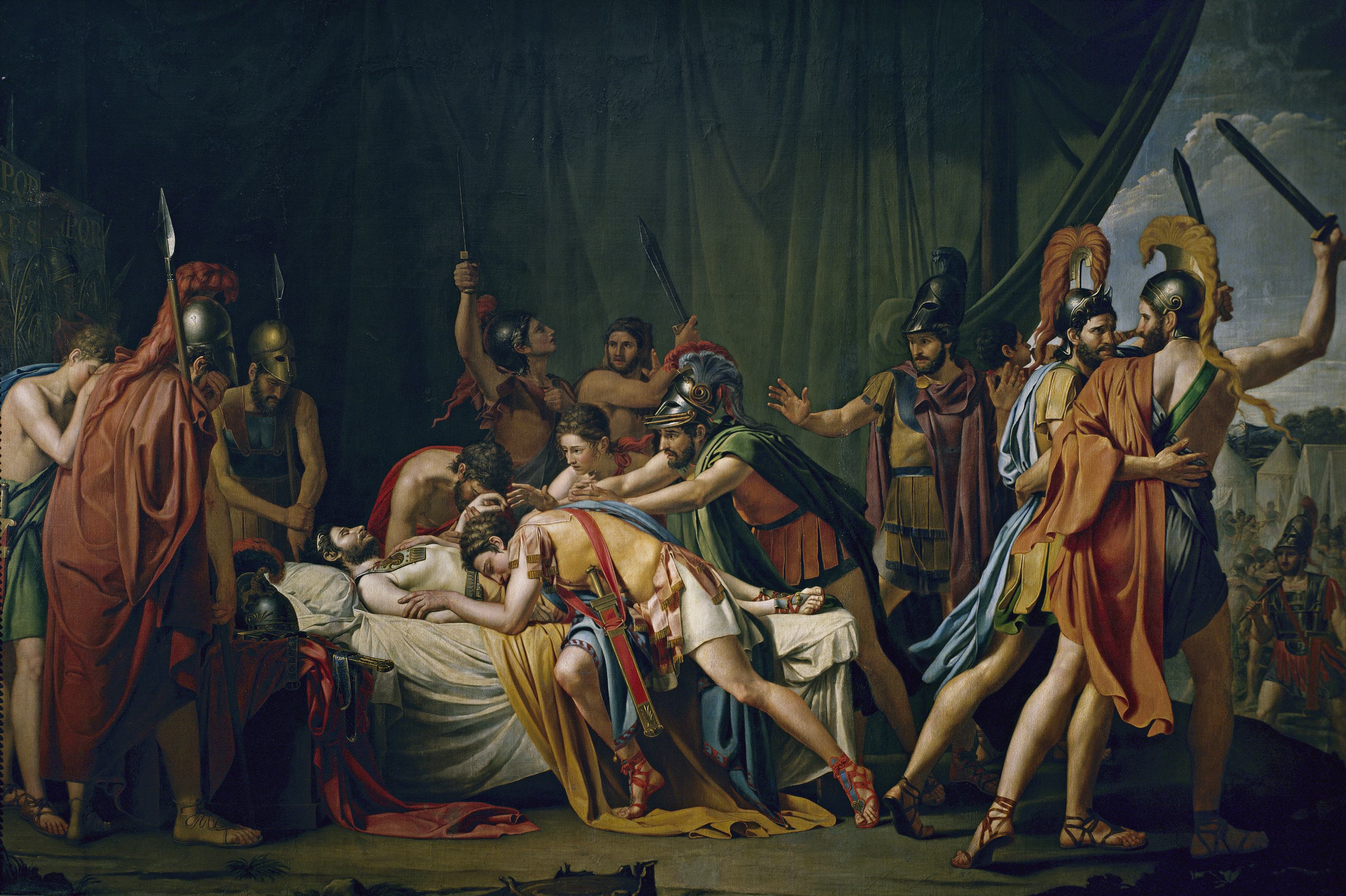
Смерть Віріата 1807
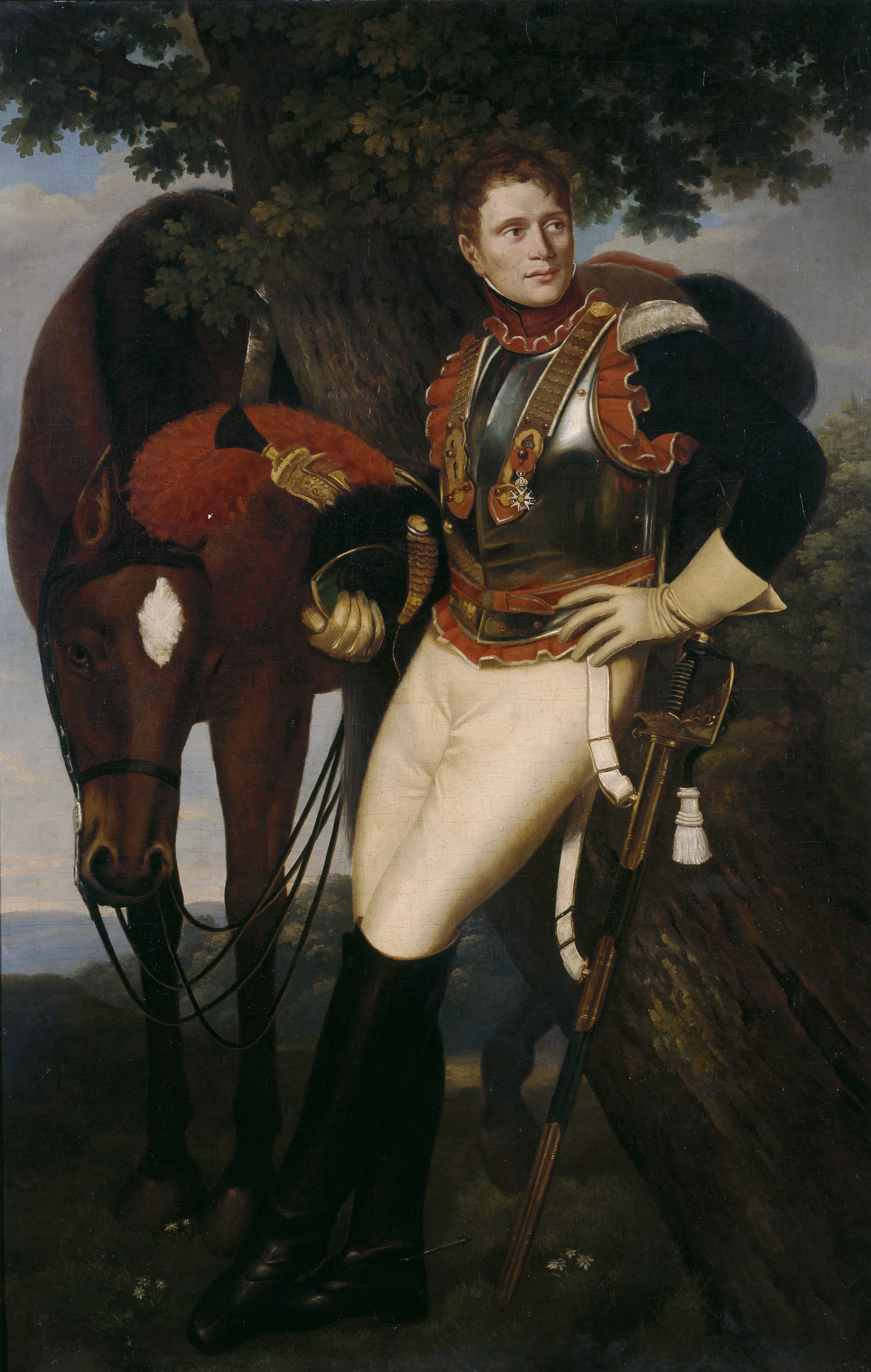
Невідомий французький кірасир 1813
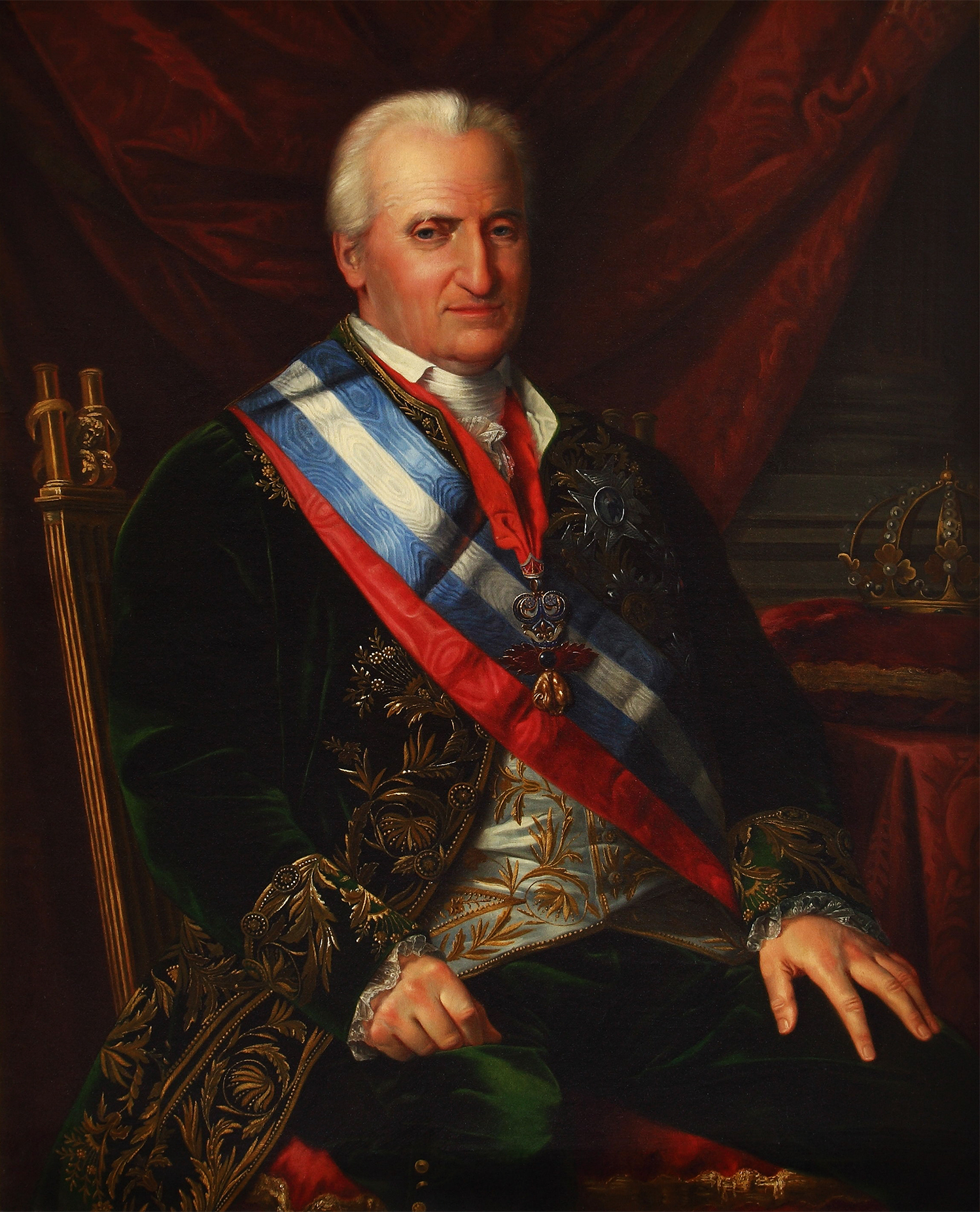
Карлос IV
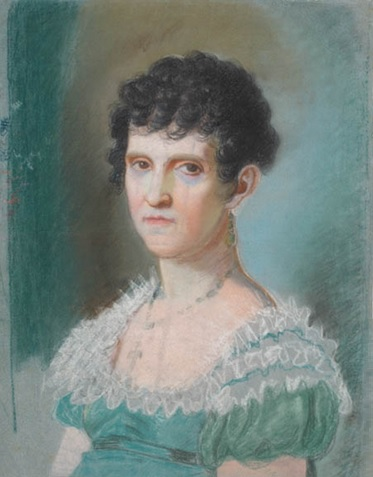
Марія Луїза Пармська
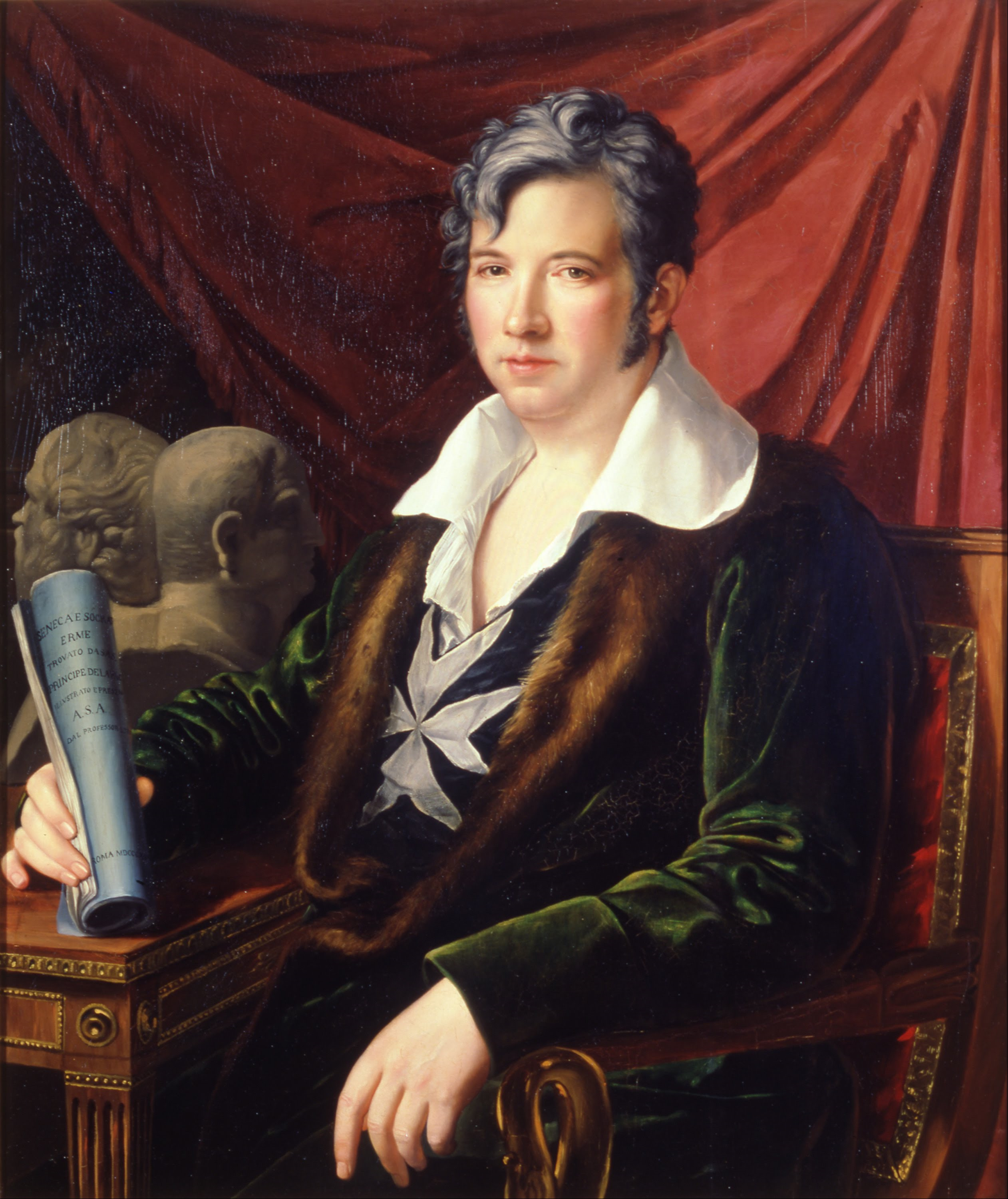
Мануель Годой 1816
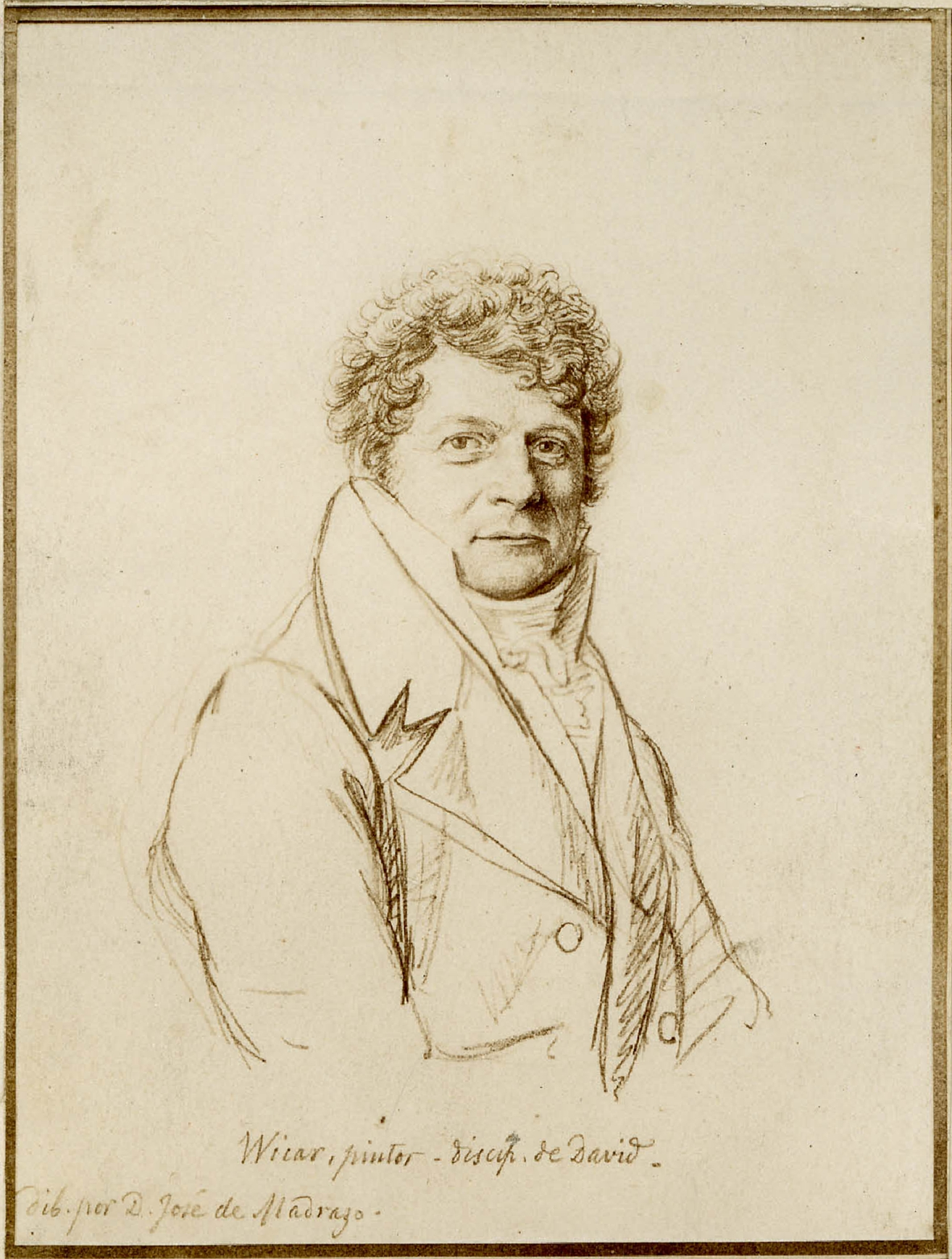
Жан Батіст Вікар